# گل برفی (مجموعه تلویزیونی کره جنوبی)
گل برفی (کره‌ای: 설강화؛ انگلیسی: Snowdrop) یک مجموعه تلویزیونی کره جنوبی سال ۲۰۲۱ است که جونگ هه این، جیسو، یو این نا، جانگ سونگ جو، یون سه آه، کیم هه یون و جونگ یو جین در آن به ایفای نقش پرداخته‌اند. این مجموعه از ۱۸ دسامبر ۲۰۲۱ تا ۳۰ ژانویه ۲۰۲۲، روزهای شنبه و یکشنبه ساعت ۲۲:۳۰ (کی‌اس‌تی) برای ۱۶ قسمت از جی‌تی‌بی‌سی پخش شد.

## خلاصه داستان
داستان در سال ۱۹۸۷ زمانی که کره جنوبی توسط حکومتی دیکتاتور اداره می‌شد، اتفاق می‌افتد. ایم سو هو(جاسوس کره شمالی هستش) و اون یونگ رو هر دو دانشجو هستند. روزی سو هو، غرق در خون، به ناچار به خوابگاه دخترانه‌ای پناه می‌برد. در آنجا یونگ رو با وجود خطر زیاد تصمیم می‌گیرد به سوهو کمک کند…

## بازیگران

### اصلی
- جونگ هه این در نقش لیم سو هو (۲۷ ساله)،[۶] که قبلاً لی ته سان نام داشت، با نام مستعار ایم سو هیوک؛ او یک مأمور کره شمالی با مأموریتی در کره جنوبی است. او به عنوان یک دانشجوی فارغ‌التحصیل زندگی می‌کند و برای پایان‌نامه کارشناسی ارشد در رشته اقتصاد از دانشگاه برلین آماده می‌شود.
- جیسو در نقش اون یونگ رو (۲۰ ساله)،[۶] دانشجوی سال اول دانشگاه زنان هوسو در رشته ادبیات انگلیسی، که در نگاه اول عاشق سوهو می‌شود.
- یو این نا در نقش کانگ چونگ یا (۳۴ ساله)،[۶] یک جراح کاریزماتیک و ماهر در یک بیمارستان دانشگاهی. نام تولد او کیم اون هه است.
- جانگ سونگ جو در نقش لی گانگ مو (۳۶ ساله)،[۶] رهبر تیم یک در دفتر تحقیقات ضد کمونیستی؛ از سرویس اطلاعات ملی (ANSP)، که به دنبال دستگیری سو هو بخاطر مرگ همکارش است.
- یون سه آه در نقش پی سونگ هی (۴۳ ساله)،[۶] مدیر خوابگاه دانشگاه زنان هوسو.
- کیم هه یون در نقش گِه بون اوک (۲۴ ساله)،[۶] اپراتور تلفن در خوابگاه دانشگاه زنان هوسو، که به دلیل مسائل مالی نتوانست به دانشگاه برود.
- جونگ یو جین در نقش جانگ هان نا (۳۲ ساله)،[۶] یک مأمور بی‌پروا، اما شجاع سرویس اطلاعات ملی.